# Meioneta opaca
Meioneta opaca là một loài nhện trong họ Linyphiidae.
Loài này thuộc chi Meioneta. Meioneta opaca được Alfred Frank Millidge miêu tả năm 1991.